# Full Color Festival (Kampen)
Full Color Festival is een multicultureel festival in Kampen. Naast een cultuurmarkt met verschillende keukens en goederen zijn er diverse toneeloptredens en muziekpodia voor songwriters en bands. Verder is er een bij scoutingvereniging de Hanzeluiden, een podium van muziekschool Quintus voor lokaal talent. Dit tweedaagse evenement vindt altijd in juni plaats in het stadspark, sinds 2016 nabij de Stadsburgerweyden.

## Geschiedenis
Het festival begon in 1995 als cultuurmarkt voor de diversiteit in etnische achtergronden van de Kampenaren en was in het begin vooral een festival waar met diverse keukens kennisgemaakt kon worden, bijgestaan door een aantal lokale artiesten van muziekschool Quintus.
Het festival breidde gestaag uit. In het begin vond het evenement plaats in het gedeelte "De Wijde Blik" van het stadspark van Kampen. Doordat door de tijd heen het festival uitbreidde en ook de muziekpodia groter werden is het festival sinds 2016 nabij Kinderboerderij Canteclear, de natuurspeelplaats en de Stadsburgerweyden.
Het is een veel breder cultuurfestival geworden, waar ook bekende landelijke bands en soms zelfs internationale op het hoofdpodium optreden. In 2017 trad onder meer Mooi Wark op. Bij de editie van 2019 waren dat onder andere Bökkers, Gruppo Sportivo, Rootsriders, Zuco 103, Stone Sessions en de Argentijnse band La Fanfarria del Capitan. Tevens was de "fullcolorrun" aan het programma toegevoegd.
Het festival trekt gemiddeld 25.000 bezoekers.